# Pennine Way

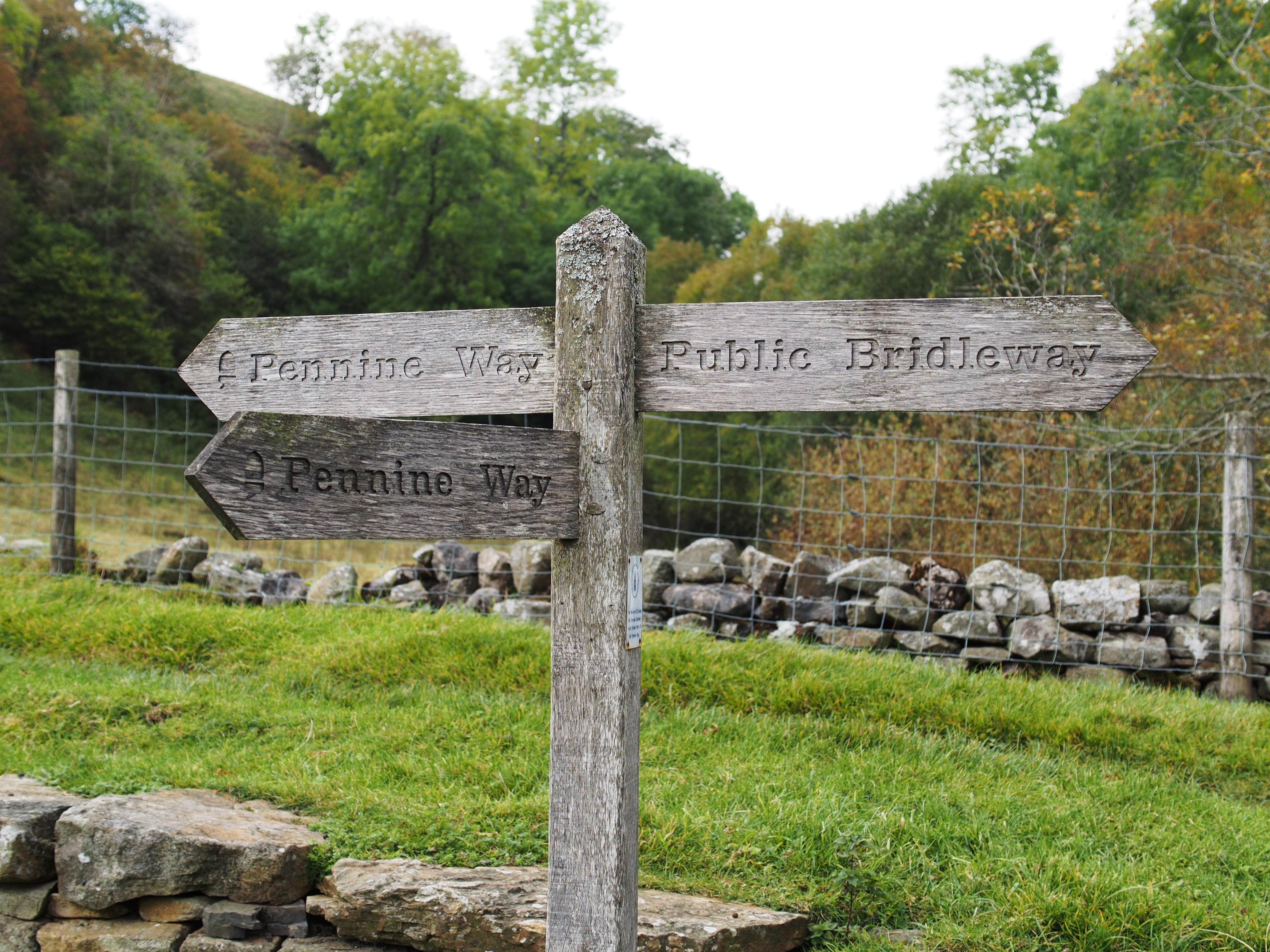
Wegwijzer

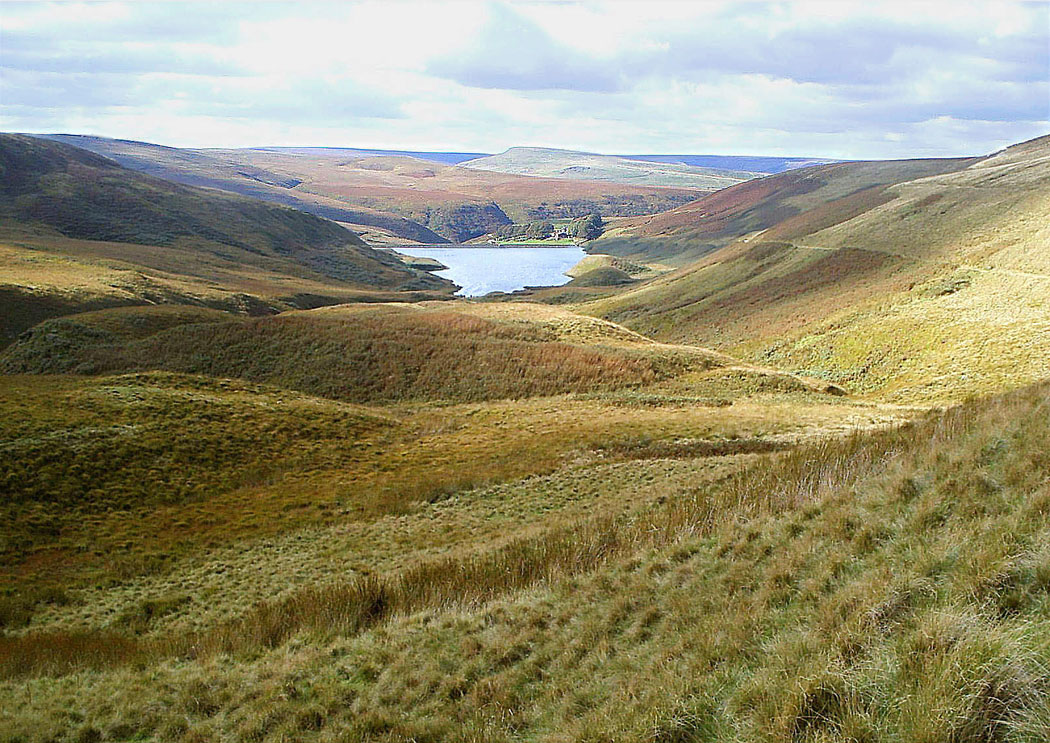
Uitzicht vanaf de Pennine Way bij Marsden

De Pennine Way is een langeafstandswandelpad (National Trail) in Engeland. Het pad meet 463 km, en loopt van Edale in het noorden van het nationaal park Peak District, noordwaarts door de Yorkshire Dales en het Nationaal park Northumberland, om te eindigen in Kirk Yetholm, vlak over de grens met Schotland. De route maakt deel uit van de Europese Wandelroute E2 die van Schotland naar Nice (Frankrijk) loopt.
Het pad loopt over de heuvels van het Penninisch Gebergte, ook wel 'de ruggengraat van Engeland' genoemd. Hoewel het niet de langste route is, is het volgens de Engelse Ramblers' Association een van de bekendste en zwaarste routes van Groot-Brittannië. Schattingen in 1990 kwamen op ca. 12.000 langeafstandswandelaars en 250.000 dagjesmensen die er dat jaar gebruik van maakten. Deze wandelaars zouden jaarlijks zo'n 2 miljoen Engelse Ponden (€2,8 miljoen) bijdragen aan de lokale economie, omgerekend naar schatting 156 banen.
Het grootste deel van de route (319 km) bestaat uit typisch Engelse public footpaths. Dergelijke wegen zijn niet toegankelijk voor fietsers of te paard. Voor fietsers bestaat er een alternatieve Pennine Way, de Pennine Cycleway.